# Personaggi delle Cronache di Narnia
Elenco dei personaggi immaginari della saga fantasy de Le cronache di Narnia ideata dallo scrittore C. S. Lewis. L'elenco li suddivide in ordine alfabetico nelle sezioni dei rispettivi libri in cui essi appaiono per la prima volta. Le sezioni dei libri si trovano secondo l'ordine della cronologia interna della saga (non quello di pubblicazione).

## Personaggi delIl nipote del mago

### Andrew Ketterly
Andrew Ketterly, chiamato solitamente solo zio Andrew, è lo strano e cinico zio di Digory, che vive insieme a lui e alla sorella Letty. Da giovane aveva avuto un buon rapporto con la madrina, la signora Lefay, la quale gli affidò una speciale scatoletta che lui aveva il compito di bruciare dopo una serie di riti. Ma lo zio non mantenne la promessa e scoprì che la signora era una delle tre ultime streghe rimaste sulla Terra. Studiò la scatola e scoprì che essa proveniva da Atlantide, poi più tardi esaminò la polvere celatasi al suo interno fino ad ottenere gli strumenti necessari per costruire gli anelli verdi e gli anelli gialli, essenziali per viaggiare nei mondi. Con un tranello li fa indossare a Polly, la compagna di giochi di Digory, e a Digory. I ragazzini vengono trasferiti nella Foresta di Mezzo, un punto di contatto tra diverse realtà. Quando fanno ritorno a Londra, portano con loro una clandestina: la strega Jadis, regina di Charn. Questa, scambiando Andrew per una figura importante della Terra, reclama da lui la sottomissione del mondo, indi comincia a imperversare per le strade. Nel caos che segue, Digory, Polly, utilizzando di nuovo gli anelli magici, riescono a trasferire la strega nella Foresta di Mezzo (portando con sé però anche Andrew, un ignaro cocchiere di nome Frank e il suo cavallo Fragolino) e poi nella realtà nascitura di Narnia, ove assistono a come Aslan, il Grande Leone, crea un nuovo mondo, popolato di creature fatate e animali parlanti. Lo zio Andrew, frastornato dall'esperienza e incapace di capire più alcunché, resta inebetito, tanto che gli animali lo scambiano per un albero e tentano di aiutarlo piantandolo nel terreno e innaffiandolo. Infine però l'uomo può tornare a casa con il nipote e Polly.

### Aslan
Aslan, detto il "Grande Leone", è un personaggio centrale della storia e l'unico a comparire in tutti i volumi della saga. È un leone parlante, assai più grande del normale e dal pelo dorato e morbido. Figlio dell'Imperatore d'Oltremare, ha creato con il suo canto la terra di Narnia e tutti gli animali che la abitano, concedendo loro il dono della parola. È saggio e misericordioso, ma nonostante la sua natura benigna sa anche essere potente e pericoloso: viene spesso detto nei romanzi che Aslan "non è un leone mansueto" (not a tame lion nell'edizione originale). Sempre attento alla sorte del suo regno, anche se spesso i suoi abitanti lo ritengono noncurante e poco presente, in molte occasioni interviene con tempestività - spesso come un deus ex machina - e grazie ai suoi poteri riporta l'ordine. Nell'ultimo libro Aslan darà sfogo a tutta la sua ira, profondamente deluso del triste destino di Narnia governato dal male e dalla corruzione. Quando i Pevensie (esclusa Susan) moriranno, Aslan li accoglierà finalmente nella sua terra, che si rivelerà essere il Paradiso e assicura loro che staranno insieme per sempre. Da quanto viene detto nella saga, specie ciò che Aslan afferma e cioè che anche nel mondo umano tutti lo conoscono, ma a differenza di Narnia lì ha un altro nome, è intuibile che la figura di Aslan a Narnia sia riconducibile a quella di Gesù Cristo sulla Terra. Inoltre, alla fine il narratore dice che perde le sembianze di leone, lasciando il lettore in sospeso. 
Nel ciclo di film basati sui romanzi Aslan ha in originale la voce di Liam Neeson, mentre in italiano è doppiato nel primo film da Omar Sharif e dal secondo e terzo film da Alessandro Rossi.

### Digory Kirke
Digory Kirke è un bambino che vive a Londra. Abita con la madre malata, la zia Letty e il misterioso zio Andrew, il quale si è costruito in soffitta uno studio segreto. Digory conosce un giorno per caso Polly, una ragazzina della porta accanto, che diventa sua amica e compagna di giochi. Un giorno però i due finiscono nello studio dello zio Andrew, che con l'inganno gli rifila degli anelli magici da lui fabbricati, coi quali si viaggia attraverso la realtà, per raggiungere altri mondi. I ragazzini vanno a finire nella Foresta di Mezzo e poi a Charn, dove Digory per curiosità suona una campana magica e risveglia una statua, che si rivela essere la regina Jadis. Sempre usando gli anelli dello zio Andrew, Digory, Polly e Jadis si trasferiscono a Londra e poi in una realtà nascitura, dove assistono alla creazione di Narnia per volontà di Aslan. Il Grande Leone chiede a Digory di portargli un frutto magico da un giardino segreto, ma alla meta il ragazzo trova Jadis, che lo esorta a rubare il frutto e a tenerselo per sé, utilizzandolo per curare la madre ammalata. Digory, sebbene tentato, tiene fede all'incarico di Aslan, che con il frutto pianta un albero magico, che nei tempi a venire proteggerà Narnia dall'influsso del male. In ricompensa però consegna a Digory un altro frutto, col quale può salvare la madre. Il torsolo viene piantato nel giardino di casa e ne nasce un albero, il quale, sradicato da una tempesta, viene poi utilizzato per fabbricare un armadio.
Il suddetto armadio è quello che permette ai quattro fratellini Pevensie in Il leone, la strega e l'armadio di raggiungere Narnia. E Digory altri non è che il professor Kirke, padrone della residenza di campagna dove i ragazzini sono ospitati per sfuggire ai bombardamenti di Londra durante la seconda guerra mondiale. Digory appare ancora in L'ultima battaglia come uno dei sette "Amici di Narnia", il gruppo che comprende i protagonisti londinesi della saga, ad eccezione di Susan.

### Fragolino
Fragolino (in originale Strawberry) è il cavallo della carrozza del cocchiere Frank, a Londra. Viene sequestrato dalla strega Jadis, quando questa tenta di sottomettere la città con la forza, indi con la magia di anelli magici viene trasferito, assieme a Jadis stessa, al suo padrone Frank, ai ragazzini Digory e Polly e allo zio Andrew nella realtà parallela di Narnia, ove assiste alla creazione di un nuovo mondo da parte del leone magico Aslan. Questi dona voce e intelletto ad alcune delle sue creature e anche Fragolino ne beneficia, ottenendo in più anche delle ali. Scelto per sé il nuovo nome Piumino (in originale Fledge), il cavallo dichiara al padrone di voler rimanere a Narnia. Inoltre aiuta Digory a raggiungere il Giardino Segreto.

### Frank
Frank è un cocchiere che possiede un cavallo di nome Fragolino. Durante una corsa, il cavallo e la carrozza gli vengono rubati dalla Strega Jadis venuta da Charn grazie agli anelli magici di Digory e Polly. In seguito, poi, ad un effetto a catena provocato dal potere degli anelli dei due ragazzini, viene catapultato insieme allo zio Andrew, che stava trasportando nella sua carrozza, la strega Jadis, Digory, Polly e al proprio cavallo nella Foresta di Mezzo. Poi entra in uno stagno con gli altri e scopre un mondo ancora da creare. Lì assiste alla nascita di Narnia per opera del leone Aslan e ne diventa il suo primo re, con al fianco sua moglie Helen che sarà la sua regina.

### Jadis
Jadis, nota anche come la Strega Bianca e la Regina di Narnia, è l'antagonista principale dei primi due libri e viene menzionata anche negli altri. Jadis è una strega appartenente alla Casata Reale di Charn, i cui membri sono detti discendenti dalla prima moglie di Adamo e da un gigante. Viene descritta come una donna affascinante e di corporatura imponente, nonché fisicamente molto forte, ma è cinica e spietata, e desidera il potere più di ogni altra cosa. Consumato un frutto magico di un albero fatto nascere da Aslan nella neonata Narnia, Jadis ottiene l'immortalità, ma il cuore le si corrompe e consuma progressivamente, ed esteriormente la sua pelle si fa bianca come carta. Infine è estremamente versata nelle arti magiche, anche se il suo potere sembra essere inferiore a quello di Tash, a sua volta inferiore a quello di Aslan.
Nella cronologia interna della saga, Jadis appare per la prima volta ne Il nipote del mago, allorché Digory e Polly finiscono a Charn, in un castello in rovina. Li non c'è anima viva, ma il ragazzino, spinto dalla curiosità, segue le indicazioni di un'antica iscrizione e suona una campana magica, che provoca il risveglio di una statua lì vicino. Si tratta per l'appunto di Jadis, che si presenta come regina di Charn. La strega racconta che, moltissimi anni addietro, ella ingaggiò una sanguinosa guerra civile contro la propria sorella, che le contendeva il potere, e, disperando di batterla altrimenti, pronunciò la "Parola deplorevole", un potentissimo incantesimo che provocò lo sterminio totale della popolazione di Charn, ad eccezione di Jadis stessa, la quale, per sopravvivere ai secoli successivi, si tramutò in pietra e predispose la campana magica, con la quale un giorno qualcuno avrebbe potuto risvegliarla. I due ragazzini allora decidono di tornare a casa nella Londra contemporanea, ma Jadis riesce a seguirli, con l'intenzione di conoscere lo zio Andrew, che lei crede essere il mago più potente della Terra, per poi assoggettare quel mondo a lei sconosciuto. Il fatto che in questa realtà la sua magia non abbia alcun effetto non la scoraggia, e Jadis si arma di una sbarra d'acciaio e comincia a imperversare per le strade, prima che Andrew, Digory e Polly riescano nuovamente a trasferirsi insieme a lei nella Foresta di Mezzo (il luogo di contatto tra i mondi, che gli anelli magici fabbricati dallo zio Andrew sono capaci di raggiungere) e poi in una realtà nascitura, ove assistono alla creazione di Narnia da parte del grande leone Aslan. Sempre assetata di conquiste, Jadis attacca il leone con la sbarra d'acciaio (la quale, cadendo, si pianta nel terreno e diventa un lampione), ma capisce che quello è troppo potente per lei e si allontana. Per neutralizzarla, Aslan incarica Digory e Polly di portargli un frutto magico, ma alla meta il ragazzino trova di nuovo Jadis, che ha già rubato e mangiato uno dei frutti e lo invita a fare altrettanto e ribellarsi ad Aslan. Ma Digory esaudisce invece la richiesta del leone, questi pianta il frutto e fa nascere un albero magico, che nei secoli successivi terrà lontana la strega da Narnia. Aslan inoltre spiega a Digory che il furto di Jadis, benché le abbia procurato l'immortalità, le corroderà il cuore in perpetuo, fino alla fine dei suoi giorni. L'ambiziosa strega si rintana tra i monti a nord di Narnia e ivi si crea un proprio regno, attendendo la morte dell'albero magico e il momento propizio per ritentare la conquista del potere.
Ne Il leone, la strega e l'armadio, Jadis si è imposta a Narnia come sovrana, facendosi chiamare "Sua Altezza Imperiale, Regina di Narnia, Castellana di Cair Paravel e Imperatrice delle Isole Solitarie", mantenendo il suo dominio sotto un rigido inverno senza fine. Nota come Strega Bianca, ella governa da tiranna, avendo al suo servizio schiere di creature mostruose e maligne come minotauri, fattucchiere e anche alcuni nani, e la sua polizia segreta agli ordini del lupo Maugrim vessa i sudditi e perseguita qualunque opposizione. Inoltre Jadis è armata di una bacchetta magica, con la quale è solita pietrificare i malcapitati che si attirano il suo sfavore. Durante una gita in slitta la Strega Bianca si imbatte in Edmund Pevensie, giunto a Narnia dalla Terra attraverso un portale magico. La donna gli si mostra amica, offrendogli dei dolci e invitandolo a fargli visita al suo palazzo, portando con sé suo fratello Peter e le sue sorelle Susan e Lucy. In verità ella trama di eliminarli tutti e quattro, temendo una profezia che vorrebbe la fine del suo regno allorquando "due figli di Adamo e due figlie di Eva" saliranno sui troni di Cair Paravel. Edmund cade nel suo inganno e le indica dove si nascondono i fratelli, ma questi riescono a mettersi in salvo, e la Strega, furibonda, imprigiona il delatore. Intanto però Aslan fa ritorno a Narnia e raduna le forze per dare battaglia alla tiranna, e gli si uniscono Peter, Susan e Lucy e poi anche Edmund, che viene liberato. La Strega Bianca allora, invocando l'Antica Legge, pretende che Edmund paghi con la morte il suo tradimento verso i fratelli, ma ritira la richiesta quando Aslan le offre in alternativa la vita propria. Jadis, attorniata dalla sua corte, fa legare il leone, gli fa tosare la criniera e infine lo sgozza con un coltello di pietra nel corso di in un rito magico, indi si volge con i suoi seguaci contro i quattro fratelli Pevensie e i guerrieri fedeli ad Aslan, sicura che, morto il leone, niente possa più arrestarla. Ma la Strega Bianca non ha capito a fondo il vero significato dell'Antica Legge, sicché Aslan, che ha sacrificato la sua vita per salvare quella di Edmund, resuscita, rompe tutti i sortilegi della Strega e infine piomba sul campo di battaglia, uccidendo la nemica e disperdendo i suoi combattenti. Infine Peter, Edmund, Susan e Lucy vengono incoronati re e regine di Narnia e la profezia si avvera.

### Polly Plummer
Polly Plummer è una ragazzina coetanea di Digory Kirke che abita nella casa accanto alla sua a Londra. I due un giorno si incontrano per caso, fanno amicizia e diventano compagni di giochi. Animata da un'analoga curiosità e spirito di avventura, Polly si mostra però più ragionevole e cauta di Digory, il quale in più occasioni fa di testa propria. Incontrando per la prima volta Andrew, lo zio di Digory, le viene regalato dall'uomo un anello da lui fabbricato, che a sorpresa si rivela magico e la fa sparire, trasferendola nella Foresta di Mezzo, una dimensione parallela che mette in contatto le diverse realtà. Digory viene forzato a raggiungerla con un secondo anello per riportarla a casa, ma i due decidono di approfittare dell'occasione per fare prima visita ad altri mondi. Finiscono perciò a Charn, dove l'imprudente Digory suona una campana magica e risveglia la regina locale, la strega Jadis. Nei turbolenti accadimenti successivi, i ragazzini fanno prima ritorno a Londra e poi, passando una seconda volta per la Foresta di Mezzo, raggiungono Narnia, ove assistono alla creazione di un nuovo mondo da parte del leone Aslan. Quest'ultimo incarica Digory di recarsi ad un giardino segreto e portargli un frutto magico, e Polly lo accompagna nel viaggio, per poi fare ritorno assieme a lui a Londra. Polly e Digory rimangono a lungo amici anche in seguito, facendosi ripetutamente visita da adulti.
Come l'amico Digory, Polly ricompare nel settimo e ultimo libro, L'ultima battaglia, come membro degli "Amici di Narnia" (che comprende tutti i protagonisti londinesi della saga, ad eccezione di Susan). Assieme a loro Polly viene alla fine ammessa nella "vera Narnia".

## Personaggi deIl leone, la strega e l'armadio

### Babbo Natale
Babbo Natale incontra nella foresta i tre fratelli Pevensie, Peter, Susan e Lucy, mentre Edmund è tenuto prigioniero dalla Strega Bianca Jadis. Egli ritorna a Narnia dopo un lungo periodo d'assenza dovuto all'incantesimo della strega che implicava l'inverno eterno. Con l'avvicinarsi della primavera e quindi del ritorno di Aslan, giunge anche Babbo Natale a dare ai tre giovani dei doni: lo Scudo e la Spada di Peter, l'arco, la faretra e il corno magico di Susan, il cordiale magico di Lucy.

### Imperatore d'Oltremare
L'Imperatore d'Oltremare (in originale Emperor-Over-the-Sea) è una misteriosa entità che viene detta padre di Aslan. A lui sono attribuite le Antiche Leggi, invocate dalla Strega Bianca per mettere a morte Edmund, cui neppure il Grande Leone può sottrarsi. Nonostante sia una figura riverita a Narnia, non appare mai direttamente né viene descritto in alcun modo. Essendo nelle Cronache Aslan allegoria di Gesù Cristo, l'Imperatore d'Oltremare alluderebbe a Dio. Da notare che comunque non svolge il ruolo di creatore: è il canto magico di Aslan che in Il nipote del mago evoca Narnia dal vuoto e suscita la vita in essa.

### Maugrim
Maugrim è un lupo che assieme al suo branco è al fedele servizio della Strega Bianca Jadis. Sono alla ricerca e all'inseguimento dei quattro fratelli Pevensie: Peter, Susan, Edmund e Lucy. Viene ucciso in extremis da Peter.

### Signori Castoro
Il signor e la signora Castoro sono una gentile coppia di castori parlanti, la cui tana si trova in prossimità della caverna in cui abita il signor Tumnus. Dopo l'arresto di Tumnus da parte della polizia segreta della regina di Narnia, il sig. Castoro offre ospitalità e protezione a Peter, Susan, Edmund e Lucy, quattro ragazzini londinesi a loro volta ricercati. Mentre la signora Castoro appronta un pranzo, lui spiega ai quattro fratellini la profezia che la regina vorrebbe scongiurare e per la quale li vuole morti: stando ad essa, il suo potere finirà allorché due figli di Adamo e due figlie di Eva siederanno sui troni di Cair Paravel. Tuttavia Edmund si allontana e corre dalla regina, che in precedenza gli aveva promesso laute ricompense, e le rivela dove sono nascosti suo fratello e le sue sorelle e chi li sta aiutando. I signori Castoro e gli altri tre ragazzini devono quindi scappare, inseguiti da Maugrim e dai lupi al servizio della strega. Tuttavia tutti e cinque riescono a raggiungere la salvezza all'accampamento di Aslan.

### Tumnus
Tumnus, che Lucy per cortesia suole chiamare sempre Signor Tumnus, è un simpatico fauno, primo personaggio incontrato dalla minore dei Pevensie a Narnia. I due fanno subito amicizia e il signor Tumnus la invita a bere un tè a casa sua, accompagnata da una soave musica che l'addormenta. Inizialmente intenzionato a obbedire a un ordine della regina di Narnia, per il quale ogni essere umano scovato nel paese le deve essere consegnato, Tumnus però si pente e, quando la bambina si sveglia, la mette in guardia e la lascia tornare a casa attraverso l'armadio magico in casa del professor Kirke. Ma la regina scopre tutto grazie ad Edmund, il fratello maggiore di Lucy, fa quindi arrestare il fauno e lo pietrifica. Solo alla fine Aslan scioglie gli incantesimi della strega e Tumnus può riabbracciare Lucy.
Tumnus appare anche in Il cavallo e il ragazzo, come membro rispettato della corte dei quattro re di Narnia.
Infine, appare ne: "L'ultima battaglia" dove, nel regno di Aslan, spiega la sua struttura.

## Personaggi deIl cavallo e il ragazzo

### Ahoshta
Ahoshta Tarkaan è un nobile di Calormen. Di basse origini, è riuscito, con lusinghe e cattivi consigli, a diventare cortigiano favorito del Tisroc, venendo ricompensato con ricchezze e il titolo nobiliare di tarkaan, nonché la benedizione per il fidanzamento con la giovanissima Aravis Tarkaana. Questa però, ritenendolo vecchio e brutto, scappa di casa per non doverlo sposare. In una discussione con Tisroc, che Aravis e l'amica Lasaralin si trovano a origliare, Ahoshta consiglia al Tisroc di muovere guerra a Narnia, approfittando del risentimento del principe Rabadash, perché la regina di Narnia Susan non ha accettato di concedere la sua mano al principe.

### Aravis
Aravis Tarkaana è l’unica figlia femmina del nobile calormeniano Kidrash Tarkaan e discendente di Ardeeb Tisroc, che si vantava di discendere direttamente dal dio Tash. Kidrash, signore della provincia di Calavar, a seguito della morte della moglie, madre di Aravis, si risposa con una donna che detesta la figliastra. È lei a persuadere il marito a concedere Aravis, ancora molto giovane, in moglie al ricco e potente cortigiano Ahoshta, idea che però la ragazza rigetta disgustata, tanto da pensare al suicidio. Ma la sua cavalla, un animale parlante di Narnia di nome Uinni, la convince a tentare invece con lei la fuga dal paese per andare a Narnia. Durante il loro viaggio clandestino le due si imbattono nel cavallo parlante Bri e nel "suo" ragazzo Shasta, anch'essi in fuga verso Narnia. Nonostante la diffidenza di Aravis, che disprezza l'umile Shasta, Uinni e Bri premono per proseguire il viaggio assieme. Si recano a Tashbaan, dove vengono però separati: Shasta viene scambiato dai principi di Narnia per il figlio del re Luni di Archen e quindi portato via, mentre Aravis s'imbatte in una vecchia conoscente, Lasaralin Tarkaana, che si offre di aiutarla. La ragazza viene casualmente a sapere dei piani d'invasione di Rabadash, figlio del sovrano di Calormen, verso Archen e Narnia, per cui quando alle Tombe degli Antichi Re riesce a riunirsi a Shasta, Bri e Uinni, i quattro si risolvono di attraversare il deserto per precedere i cavalieri calormeniani e avvertire Archen del pericolo. Conclusa con successo la missione, la ragazza si ricongiunge a Shasta (che frattanto ha scoperto di essere in realtà un principe di Archen di nome Cor) e si riconcilia con lui, dopo che avevano litigato per gran parte del viaggio. Mentre i cavalli parlanti proseguono verso Narnia, lei e Cor rimangono nella Terra di Archen e un giorno si sposano.

### Arshish
Arshish è un vecchio e povero pescatore di Calormen. Trovando un giorno sulla spiaggia una piccola imbarcazione scampata ad un naufragio, con dentro un cadavere e un neonato in fin di vita, adotta il piccolo e lo cresce come figlio proprio col nome di Shasta. Fra i due non vi è un rapporto caloroso ed è senza esitazione che il vecchio accetta la proposta del tarkaan Auradin, una notte che questo passa presso la sua casa, di vendergli il ragazzo come schiavo. Shasta però scapperà con Bri, il cavallo del ricco ospite.

### Bri
Bri, o Bridi (in lingua originale Bree), il cui nome completo è Brindodondodandodà, è un cavallo parlante originario di Narnia, rapito da puledro e portato a Calormen, per diventare il destriero da battaglia del crudele Auradin tarkaan. Quando questi sosta in casa del povero pescatore Arshish e gli acquista il figlio adottivo Shasta, Bri lo persuade a scappare con lui da Calormen per andare a Narnia. Sulla via i due si imbattono nella giovane Aravis Tarkaana e nella sua cavalla parlante Uinni, anch'esse in fuga verso Narnia, e su insistenza di Bri i gruppi si uniscono. Passando per Tashbaan, Aravis scopre per caso che il principe calormeniano Rabadash progetta un attacco a sorpresa contro i regni nordici di Archen e Narnia, dunque i ragazzi e i cavalli decidono di attraversare il deserto per precedere gli invasori e avvertire gli abitanti di Archen e Narnia. Il viaggio è lungo ed estenuante e sul percorso il gruppo viene più volte minacciato da leoni, animali che Bri teme più di ogni altra cosa. Ma alla fine la missione ha successo e i calormeniani sono sconfitti. Infine, mentre Shasta e Aravis rimangono nelle terre di Archen, Bri e Uinni si stabiliscono a Narnia.

### Corin
Corin, soprannominato "Pugno d'acciaio" a seguito di uno scontro sostenuto contro un orso, è il figlio di Luni, re delle terre di Archen. Di carattere irruento e intrepido, è fratello gemello di Cor, il quale però è scomparso da lungo tempo nel corso di un naufragio. Per una coincidenza lo rincontra a Tashbaan, nel regno di Calormen, e successivamente nel suo paese, ove Luni lo riconosce per il figlio perduto. Essendo Cor nato poco prima di Corin, la legge vuole che sia lui l'erede al trono di Archen, ma Corin, interessato molto più alle imprese di valore che al governo, accoglie la notizia con sollievo.

### Lasaralin
Lasaralin è una giovane tarkaana ricca, frivola e viziata, amante dello sfarzo, e persona di spicco abituata a girare per città sulla sua lettiga accompagnata dal suo seguito di servitori e a partecipare come ospite a numerose feste e banchetti sontuosi, e con l'abitudine fastidiosa di ridere anche quando non c'è motivo di ridere. Conoscente di Aravis tarkaana, le due frequentavano le stesse feste e persone così da diventare amiche. Si rincontrano per caso nelle strade di Tashbaan, proprio quando Shasta viene preso dai principi di Narnia. Aravis chiede aiuto all'amica, che l'ospiterà due giorni nel suo maestoso palazzo dandole vestiti meravigliosi e tentando di convincerla a sposare Ahoshta e di restare a Calormen. Ma Aravis, intenzionata a raggiungere Narnia infastidita dal carattere dell'amica, è decisa a partire e a recarsi al più presto alle Tombe degli Antichi Re con Uinni e Bri il cavallo, per ricongiungersi con Shasta e proseguire il viaggio con loro. A casa dell'amica, inoltre, Aravis ha origliato il suo pretendente discutere con l'imperatore Tisroc e suo figlio Rabadash, che pianificano di muovere guerra a Narnia perché la regina Susan non ha accettato la mano di Tisroc, e questo non fa che indignare Aravis ulteriormente. Lasaralin l'aiuterà a fuggire attraverso i giardini dell'imperatore Tisroc, col quale vantava una grande amicizia. I cavalli arriveranno prima di Aravis alle tombe e poi, una volta arrivata anche lei, riprenderanno il viaggio verso il nord seguendo i consigli che Shasta aveva colto dalle discussioni segrete dei narniani. 

### Luni
Luni (in originale Lune) è il sovrano del piccolo regno delle terre di Archen, a sud di Narnia. Ha due figli gemelli, Cor e Corin, ma il primo è scomparso in un naufragio. Il regno di Archen si trova involontariamente coinvolto nei piani di conquista del principe calormeniano Rabadash, figlio del Tisroc, che, mirando a far sua Narnia e soprattutto la sua regina Susan, progetta un attacco a sorpresa da sud, passando per Archen. Ma, grazie all'avvertimento del giovane Shasta, Archen e Narnia possono sventare l'attacco. In più, Luni riconosce in Shasta il figlio scomparso Cor, che viene quindi nominato suo erede (essendo stato partorito poco prima) al posto del fratello gemello Corin.

### Rabadash
Il principe Rabadash è il figlio ed erede designato del Tisroc, monarca di Calormen. Corteggia insistentemente la regina Susan di Narnia, ma questa lo rifiuta e fugge con il suo seguito da Tashbaan, ove i Narniani erano stati invitati. Sentendosi oltraggiato, Rabadash decide di vendicarsi organizzando una spedizione militare verso nord, per cogliere di sorpresa i regni di Archen e Narnia e sottometterli con la forza. La spedizione fallisce grazie all'avvertimento portato ad Archen da parte del giovane Shasta. Preso prigioniero, Rabadash invoca la vendetta del dio Tash contro Aslan, al che questo lo tramuta in un asino, promettendogli però che, se farà ritorno a Tashbaan e rimarrà per sempre nei pressi del tempio di Tash, recupererà le sembianze umane. Rabadash fa come gli è stato detto e successivamente eredita il titolo di Tisroc alla morte del padre. A causa dell'incantesimo di Aslan non potrà però mai più allontanarsi dal tempio di Tash per guidare altre spedizioni e, non volendo d'altro canto che uno dei suoi tarkaan si copra di gloria militare al suo posto, pone fine a tutte le guerre in cui Calormen è coinvolta, guadagnandosi così il soprannome di "Pacificatore" (ma coloro che conoscono le vere ragioni di queste decisioni lo chiameranno invece "il Ridicolo").

### Shasta
Shasta, il cui vero nome è Cor, è il giovane figlio adottivo del pescatore calormeniano Arshish, che lo raccolse da bambino da un'imbarcazione arenatasi sulla spiaggia dopo essere scampata ad un naufragio. Il suo aspetto, biondo e con la pelle chiara, lo distingue fortemente dai Calormeniani, cosa che attira l'attenzione del tarkaan Auradin, il quale propone ad Arshish di vendergli il ragazzo nordico come schiavo. Shasta però si fa persuadere dal cavallo parlante Bri a scappare da Calormen. Sulla via i due incontrano altri due fuggiaschi: la giovane tarkaana Aravis e la giumenta (anch'essa narniana e parlante) Uinni. Benché Aravis sia orgogliosa e disprezzi Shasta, Bri e Uinni premono perché i gruppi viaggino assieme verso Narnia. Aravis frattanto scopre di un piano segreto d'invasione architettato dal principe Rabadash, che mira verso Archen e Narnia, e i due ragazzi, con i rispettivi cavalli, si incamminano dunque attraverso il deserto per precedere i cavalieri calormeniani e avvertire gli abitanti dei due regni nordici. Dopo un viaggio estenuante, Shasta riesce però nell'intento e l'attacco calormeniano viene sventato. Acclamato come eroe, Shasta viene poi riconosciuto da Luni, re di Archen, come il suo scomparso figlio Cor e nominato suo erede al trono. Riunitosi ad Aravis, i due successivamente si sposano.

### Uinni
Uinni (in lingua originale Hwin) è una giumenta parlante di Narnia, rapita da puledra dalla sua terra e portata a Calormen. Costretta a servire un tarkaan guerriero, un giorno però parla a sua sorella, la giovane Aravis, che per scampare ad un matrimonio combinato è sul procinto di suicidarsi. Uinni riesce a persuaderla a scappare con lei dal paese in favore di Narnia, ove vivere libere. Sul percorso le due incontrano altri due fuggiaschi: il cavallo parlante Bri e il "suo" ragazzo Shasta, a loro volta sulla via per Narnia, che quindi si uniscono a loro nel viaggio. Affrontano insieme un estenuante rotta attraverso il deserto che separa Calormen da Archen, braccati per tutto il tempo da leoni. Ma infine giungono a destinazione e, mentre Shasta e Aravis si fermano nella Terra di Archen, Uinni e Bri proseguono fino a Narnia.

## Personaggi deIl principe Caspian

### Briscola
Briscola (in originale Trumpkin), soprannominato P.C.A. (Piccolo Caro Amico), è un nano della "vecchia Narnia", costretto a nascondersi con i suoi simili a causa della persecuzione dei Telmarini. Quando i Narniani accettano come leader il principe Caspian e tentano di opporsi con la forza agli oppressori, Briscola viene inviato alla Casa di Aslan per cercare gli antichi quattro re di Narnia, che Caspian ha richiamato dal loro mondo con il corno magico di Susan. Sulla via il nano viene catturato da soldati nemici, ma lo salvano proprio i quattro ragazzi Pevensie che stava cercando, può quindi portare a compimento la sua missione.
In La sedia d'argento viene riferito che, essendo la regina stata assassinata, il principe Rilian sparito e suo padre re Caspian partito verso l'est, Briscola è stato nominato reggente. Vista la situazione di grave incertezza, Briscola governa con estrema cautela e diffidenza, ostacolando di fatto i piani per organizzare una spedizione di ricerca per il principe disperso.

### Caspian X
Caspian X è uno dei protagonisti de Il principe Caspian e Il viaggio del veliero, mentre appare con ruoli minori ne La sedia d'argento e L'ultima battaglia. Negli adattamenti cinematografici è interpretato da Ben Barnes.
Caspian è figlio del re Caspian IX di Telmar, il cui antenato, Caspian I il Conquistatore, trecento anni prima ha invaso e sottomesso il reame di Narnia. Sotto l'egida telmarina, le creature fatate e gli animali parlanti che popolavano Narnia sono stati sterminati e i più li ritengono dei semplici miti, di cui peraltro è proibito parlare. Caspian IX è stato assassinato dal fratello minore Miraz, che ha usurpato il trono, ma ha risparmiato il giovanissimo nipote. Miraz nomina come precettore del giovane principe il dottor Cornelius, il quale istruisce Caspian sulle scienze, ma anche sulla "vera Narnia", com'era prima dell'invasione telmarina, e il ragazzo ne resta affascinato. Quando Prunaprismia, la moglie di Miraz, dà alla luce un bambino, la posizione di Caspian diventa pericolosa, perché il re non lo vuole come potenziale rivale al trono di suo figlio, sicché il dottor Cornelius incoraggia il principe a scappare. Gli rivela inoltre che gli antichi Narniani non sono estinti, ma che alcuni di loro vivono ancora nascosti nelle foreste, nonché di aver lui stesso sangue nanico, infine gli consegna il corno magico dell'antica regina Susan, che regnò su Narnia con i suoi due fratelli e la sorella minore tredici secoli prima (come raccontato in Il leone, la strega e l'armadio). Caspian quindi fugge a sud e si imbatte in alcuni Narniani, ai quali si unisce per lottare contro i soldati del re, e, suonando il corno magico, richiama a Narnia i quattro re del passato Peter, Susan, Edmund e Lucy perché lo aiutino. Dapprima la guerra arride ai Telmarini, mentre in seno ai Narniani maturano divisioni, ma al sopraggiungere dei quattro re le sorti si capovolgono. Miraz viene sconfitto in duello da re Peter e poi assassinato, e nella susseguente battaglia i Telmarini vengono battuti dall'irrompere degli spiriti della foresta risvegliati da Aslan. Il Grande Leone fa concludere la pace e ripristina l'antica Narnia, con Caspian come re, che assume il nome di Caspian X.

### Cornelius
Il dottor Cornelius è il precettore scelto dal re Miraz per suo nipote, il principe Caspian, dopo che la sua nutrice è stata sorpresa a narrare storie fantastiche sulla vecchia Narnia ed è per questo stata cacciata da palazzo. Cornelius istruisce il giovane su storia, politica e astronomia e, dietro insistenza di Caspian stesso, anche sulla "vecchia Narnia", com'era prima dell'invasione dei Telmarini. Infatti le creature fatate e gli animali parlanti sembrano scomparsi dal paese, i più credono si tratti solo di leggende, delle quali è comunque severamente vietato parlare. Tuttavia i Narniani in verità non si sono estinti, alcuni di loro, sfuggiti ai Telmarini, vivono nascosti nelle foreste. Lo stesso Cornelius rivela all'allievo di avere nelle vene sangue nanico, dovendolo però tenere segreto. Cornelius successivamente aiuta Caspian a fuggire dal palazzo, allorché viene a sapere che Miraz ha avuto un figlio dalla moglie Prunaprismia e deciderà quindi prevedibilmente di sbarazzarsi del potenziale rivale al trono Caspian. Il principe riesce a raggiungere il rifugio dei superstiti Narniani, e in un secondo momento anche Cornelius li raggiunge, avvertendoli dell'imminente attacco dell'esercito telmarino.

### Glozelle e Sopespian
Lord Glozelle (negli adattamenti cinematografici e interpretato da Pierfrancesco Favino) e lord Sopespian sono due nobili telmarini della corte di re Miraz. Lo accompagnano da ufficiali nella spedizione di guerra contro i ribelli narniani, ma, benché lo adulino continuamente, sono in verità segretamente in combutta contro di lui, interessati a eliminarlo per impossessarsi del potere. Arroganti, infidi e manipolatori, prima provocano il re ad accettare il duello decisorio con re Peter, poi Sopespian lo uccide a tradimento, vendicando un'offesa ricevuta la mattina stessa, e, accusando falsamente Peter di aver imbrogliato, i due scatenano la seconda battaglia di Beruna. Alla fine Sopespian viene ucciso da Peter, mentre la sorte di Glozelle è ingota

### Miraz
Miraz è il fratello minore di Caspian IX, re telmarino di Narnia, che lui uccide per usurpare il trono. Per rinsaldare il suo potere, fa eliminare gli uomini fedeli al suo predecessore, chi in sospette battute di caccia, chi in battaglie contro i giganti, chi sul patibolo. Sette Nobili sono infine da lui allontanati dal paese con la pretestuosa missione di esplorare l'oceano orientale (di questi si parla in Il viaggio del veliero). Miraz poi prosegue la politica dei suoi predecessori contro la "vecchia Narnia", perseguitando creature magiche e animali parlanti sopravvissuti all'invasione telmarina, ma anche chiunque osi ammettere la loro esistenza. Il re risparmia invece il figlio del fratello ucciso: Caspian, accettando che questi gli succeda alla sua morte, non avendo lui stesso dei discendenti diretti. Le cose cambiano quando sua moglie Prunaprismia dà alla luce un figlio, per il quale Caspian è un potenziale rivale al trono. Il principe è costretto a fuggire e si unisce ai superstiti della vecchia Narnia, che lottano contro l'esercito telmarino per la libertà. Miraz stesso si pone alla guida delle sue truppe e ottiene dei successi, finché non gli viene inviata una proposta da parte dei nemici: decidere le sorti della guerra con un duello fra lui e l'antico re narniano Peter. Benché la sua fazione si trovi in vantaggio, Miraz viene provocato da due suoi nobili, Glozelle e Sopespian, che in verità sono in combutta contro di lui, e quindi accetta. Il duello lo vede perdente, poi lord Sopespian lo pugnala a tradimento.

### Nikabrik
Nikabrik è un nano della "vecchia Narnia", costretto a nascondersi coi suoi simili dagli oppressori telmarini. Nikabrik è un valente guerriero, ma vede con insofferenza la leadership del principe Caspian. Convinto che il suo popolo stesse meglio al tempo della regina Jadis, che governava su Narnia oltre tredici secoli prima, ingaggia una fattucchiera e un lupo mannaro per riportarla in vita, affinché lei sconfigga i Telmarini, ma l'intento viene sventato dai quattro fratelli Pevensie e da Briscola. Nikabrik rimane ucciso nella lotta.

### Ripicì
Ripicì (nell'originale Reepicheep) è un topo spadaccino estremamente coraggioso e valoroso che appare nei romanzi Il principe Caspian, Il viaggio del veliero e L'ultima battaglia. Nella miniserie della BBC Prince Caspian and the Voyage of the Dawn Treader (1989) il personaggio è interpretato da Warwick Davis. Nel film Le cronache di Narnia - Il principe Caspian (2008) Ripicì è stato realizzato digitalmente e in lingua originale a prestargli la voce è Eddie Izzard. Nel seguito Le cronache di Narnia - Il viaggio del veliero (2010) il doppiatore è Simon Pegg.

## Personaggi deIl viaggio del veliero

### Coriakin
Coriakin è un mago che abita sull'isola degli Inettoidi, in una casa sopra un'altura, dove tiene anche un libro di magia e una lente incantata, e si veste con una tunica rossa, una corona di foglie di quercia, e cammina a piedi nudi. Originariamente era una stella, ma per oscure colpe Aslan lo relegò sul suo mondo, su un'isola dell'Oceano Orientale, a insegnare la saggezza agli indigeni. Ma gli Inettoidi si mostrano ottusi e testardi, e Coriakin, seccato, con un sortilegio li trasforma tutti in monopodi (unisce le gambe di ciascuno in una sola), al che loro, ritenendosi ora bruttissimi, gli sottraggono un altro incantesimo col quale si rendono invisibili. Incapaci di porre rimedio al pasticcio, gli Inettoidi costringono Lucy, di passaggio dall'isola con il Veliero dell'alba, ad introdursi in casa del mago e sistemare tutto. Lucy riesce nell'intento e incontra Coriakin, trovando in lui un uomo gentile, non il terribile stregone che le avevano dipinto gli Inettoidi. La stessa Lucy riesce infine a persuadere gli Inettoidi che le loro sembianze non siano così orrende come loro pensano, e loro, festeggiandola, decidono di rinominarsi Inettopodi.

### Drinian
Lord Drinian è il capitano della nave Veliero dell'alba, con la quale re Caspian X di Narnia intraprende la spedizione nell'oceano orientale. Uomo valoroso e leale, è uno dei pochi della sua epoca a intendersi di navigazione, visto che i precedenti re l'avevano fortemente scoraggiata, tuttavia anche per lui il viaggio sarà un susseguirsi di scoperte nuovo e spesso inquietanti, e lui cercherà in più occasioni di contenere la sete di avventure del suo giovane re, ammonendolo alla cautela.
Drinian compare anche in La sedia d'argento, in cui, a dispetto dell'età avanzata, si prodiga attivamente come consigliere del regno ed è amico di Rilian, il giovane figlio del re. Dopo la misteriosa morta della madre, Rilian si allontana dal palazzo senza fornire spiegazioni, suscitando le preoccupazioni del padre. A Drinian, che un giorno lo accompagna a cavallo, il principe mostra di incontrarsi segretamente con un'enigmatica dama vestita di verde, che, nonostante la sua bellezza, Drinian intuisce a prima vista essere una malefica strega. Non riuscendo a convincere Rilian a tornare a casa e anzi vedendolo sparire di lì a poco senza lasciare traccia, l'uomo invoca la condanna a morte dal re per il suo fallimento, ma Caspian gliela nega, non volendo perdere un altro dei suoi fidi. Drinian lo accompagna nel suo ultimo viaggio ad oriente ed infine è al suo capezzale quando Caspian, riuscito a riunirsi con il figlio, muore.

### Eustachio Clarence Scrubb
Eustachio (in originale e nel doppiaggio dei film Eustace)  è presente nel terzo libro, Il viaggio del veliero, nel quarto, La sedia d'argento e nel settimo, L'ultima battaglia. Eustachio è il giovane cugino odioso ed insopportabile dei quattro fratelli Peter, Susan, Edmund e Lucy Pevensie. Con loro non era mai stato in buoni rapporti a causa della sua indole scontrosa, arrogante, burbera, irritante e disonesta. Tutto cambia per lui quando i suoi due cugini minori Edmund e Lucy sono costretti ad essere ospitati in casa sua per le vacanze. Un giorno, in una stanza isolata della casa dove i due Pevensie si erano rifugiati, lui insieme a loro vengono catapultati a bordo di un veliero in mezzo al mare. I due fratelli capiscono di essere tornati nel mondo di Narnia per un'altra avventura, ma Eustachio ci mette parecchio tempo a convincersi e ad accettare la sua situazione, che come spiegatogli, non sarebbe cambiata se non per ordine del leone Aslan, lo stesso che di certo li aveva inviati in quel luogo. I tre scoprono di trovarsi sul Veliero dell'Alba, dove a bordo c'era al comando una vecchia e cara conoscenza dei Pevensie: il giovane principe Caspian. Insieme vivono un viaggio incredibile ed insidioso alla ricerca dei Sette Lord Scomparsi da Narnia, inviati all'esplorazione dell'Oceano Orientale e delle Isole Solitarie dallo zio di Caspian, molti anni prima. Questo viaggio rende Eustachio una persona nuova e migliore, più responsabile e corretta, più sensibile agli altri, altruista e coraggioso. Ne La sedia d'argento, affiancato dalla giovane compagna di scuola Jill Pole e dal paludrone Pozzanghera, Eustachio va alla ricerca del principe Rilian scomparso da Narnia da dieci anni, attraversa le Paludi, la Brughiera di Ettins, sfugge dalle grinfie dei Giganti nella fortezza di Harfang e giunge fino nel Mondodisotto, assai vicino al nucleo della terra, luogo dove il principe viveva in una seconda personalità obbligato da un incantesimo spezzato distruggendo la Sedia d'Argento. Con maggior esperienza, poi, si offre come soldato assieme a Jill, in una nuova lotta contro il male, prima liberando e poi affiancando il re Tirian, sovrano di Narnia che combatte per la libertà del suo regno e del suo popolo contro i Calormeniani e la falsa credenza che il vendicativo e crudele dio Tash sia il leone benevolo Aslan.

### Ramandu
Ramandu è una stella caduta che dimora sull'Isola della Stella, l'ultima raggiunta dal Veliero dell'alba prima della Fine del mondo. Sulla sua isola si trovano, pietrificati da un incantesimo, gli ultimi tre dei Sette Nobili che re Caspian e la sua ciurma stavano cercando, e Ramandu gli spiega come fare a rompere il sortilegio per salvarli. La figlia di Ramandu, della quale non viene mai detto il nome, sposerà Caspian e gli darà un figlio: Rilian.

### Sette Nobili
I Sette Nobili, o Sette Lord, sono sette uomini di spicco del regno di Telmar, fedeli al re Caspian IX che, dopo l'assassinio del re per mano di suo fratello Miraz, sono stati mandati in una pretestuosa missione di ricerca per l'oceano ad oriente, perché Miraz voleva averli lontani dalla corte. Dopo la caduta di Miraz e l'intronizzazione di Caspian X, figlio di Caspian IX, il nuovo re organizza una nuova spedizione marittima con la nave Veliero dell'alba per rintracciarli.
Il primo, lord Bern, viene ritrovato alle Isole Solitarie, ove, aiutando Caspian a porre fine ad un traffico di schiavi illegale, viene nominato governatore al posto del corrotto Gumpas. Lord Octesian è scomparso sull'Isola del Drago, probabilmente tramutato nel drago che abita sull'isola oppure da esso ucciso. Lord Restimar viene ritrovato sull'Isola delle Acquemorte, morto in un lago fatato che tramuta in oro massiccio tutto ciò che tocca le sue acque. Lord Rhoop viene salvato dalla tenebrosa Isola dei Sogni, ove i sogni si materializzano. Gli ultimi tre, Movramon, Revilian e Argoz, invece si trovano sull'Isola della Stella, bloccati ad una tavola da un sonno stregato. Ramandu, che abita sull'isola, spiega che ciò accadde quando uno dei tre, litigando sulla rotta con gli altri, mise mano ad un coltello di pietra maledetto, che li ridusse in quello stato. Per rompere il sortilegio e liberarli, il topo parlante Ripicì raggiunge in barca la fine del mondo e la oltrepassa.

## Personaggi deLa sedia d'argento

### Jill Pole
Jill Pole compare per la prima volta nel quarto libro della serie La sedia d'argento e si ripresenta nel settimo L'ultima battaglia. Jill è una giovane alunna di un istituto polivalente. Sempre vittima di prepotenze e prese in giro, la giovane ancora un'altra volta si ritrova dietro alla palestra della scuola a piangere. La trova per caso Eustachio Scrubb che le rivela il suo più grande segreto: l'esistenza di un altro mondo nel quale era possibile andare. Subito Jill desidera molto andarci ed allontanarsi una volta per tutte da quella scuola, alla ricerca di mille avventure e un po' di libertà. L'occasione ideale nasce subito, quando entrambi sono costretti a fuggire dai bulli della scuola ed entrano a Narnia. Lì Jill fa subito la conoscenza del leone Aslan, creatore e protettore di Narnia, il quale le affida il compito di trovare e ricondurre in patria il principe Rilian, disperso già da dieci anni nelle terre selvagge del nord. Lei avrà a disposizione i quattro segni insegnatile da Aslan, che però avrebbe dovuto sempre pensare e ripetersi nella memoria, per assicurarsi di saperli alla perfezione. In seguito con Eustachio e Pozzanghera, intraprenderà questo viaggio insidioso e faticoso verso le terre del Nord. Jill, inoltre, scorderà i quattro segni dati da Aslan necessari al compimento dell'impresa. Al termine del duro e lungo viaggio, tutto si risolverà per il meglio. Ne L'ultima battaglia Jill ed Eustachio fanno ritorno nel mondo magico per liberare Tirian, l'ultimo re di Narnia, e aiutarlo a difendere Narnia contro le truppe dei Calormeniani e a combattere contro la credenza diffusa dalla scimmia Cambio la quale affermava che il benevole leone Aslan e il crudele dio calormeniano Tash in realtà fossero la stessa entità dal nome Tashlan.

### Pozzanghera
Pozzanghera compare per la prima volta nel sesto libro La sedia d'argento. Egli è un paludrone, caratterizzato da una faccia magra, labbra sottili, naso aquilino, lunghi capelli di un colore particolare misto tra il grigio e il verde e un carattere davvero particolare. È la guida scelta dal Parlamento dei Gufi del regno di Narnia per accompagnare Eustachio Scrubb e Jill Pole nella loro missione nelle terre selvagge del nord, alla disperata ricerca del principe Rilian. Con loro vivrà un'avventura che si concluderà con il salvataggio dell'erede al trono di Narnia. Non vanta alcuna qualità e ha un carattere propriamente pessimistico, anche se tutte le sue predizioni simili a quelle del proverbiale "uccello del malaugurio" vengano sempre e puntualmente smentite. Egli, però, rimane assai strano e burbero.

### Rilian
Il principe Rilian è figlio di re Caspian X di Narnia e di sua moglie, la figlia di Ramandu, sparito misteriosamente dal regno durante un viaggio a nord, mentre cercava un serpente che aveva ucciso sua madre. Con il re vecchio e prostrato dall'angoscia, Narnia è minacciata dall'instabilità, per cui vengono richiamati dalla Londra contemporanea Eustachio Scrubb e Jill Pole per trovare il principe e riportarlo a casa. Assieme al paludrone Pozzanghera, i due riescono a rintracciarlo nel regno sotterraneo di Mondodisotto, ove è diventato cavaliere al servizio della regina locale, la Signora dalla Veste Verde. Rilian stesso racconta di essere vittima di una maledizione, che la Signora dalla Veste Verde ha promesso di curare, legandolo regolarmente ad una sedia d'argento; ma la verità, come si scopre poi, è esattamente inversa: proprio la Signora dalla Veste Verde ha stregato il principe per porlo in suo potere e la sedia le occorre per intrappolarlo per quei periodi in cui lui recupera la lucidità. Liberato dai protagonisti, Rilian uccide la malvagia strega, libera il Mondodisotto dal suo dominio e fa ritorno a Narnia.

### Signora dalla Veste Verde
La Signora dalla Veste Verde (in originale Lady of the Green Kirtle), o Regina delle Tenebre, è una misteriosa strega del nord (secondo alcuni personaggi è una reincarnazione della strega Jadis), che con le sue arti è riuscita a porre sotto il suo controllo il regno sotterraneo di Mondodisotto, dal quale progetta l'invasione di Narnia. Un grosso serpente uccide la moglie del re Caspian di Narnia, al che suo figlio, il principe Rilian, parte alla sua ricerca, ma sparisce nel viaggio. I protagonisti Jill, Eustachio e Pozzanghera, seguendo le sue tracce, si imbattono in un silenzioso cavaliere in armatura in compagnia della Signora dalla Veste Verde, la quale li indirizza verso il castello dei giganti, che stanno per celebrare la Festa dell'autunno. Riusciti a sfuggire alla festa (in cui erano previsti come portata principale del banchetto), i tre raggiungono il Mondodisotto, ove rincontrano il cavaliere e scoprono trattarsi proprio di Rilian. Il principe è sotto l'incantesimo della Signora dalla Veste Verde, che regolarmente lo imprigiona su una sedia d'argento, per trattenerlo nei periodi in cui riacquista lucidità (lei invece gli ha detto che sono momenti in cui lui delira e diventa violento e la sedia serve a tenerlo fermo), ma i tre protagonisti distruggono il mobile maledetto e liberano il giovane dal sortilegio. Quando subentra la strega in persona, questa cerca con un'arpa e un canto fatati di porre tutti quanti sotto il suo maleficio, ma viene fermata da Pozzanghera; dunque si tramuta in un mostruoso serpente (il medesimo che aveva assassinato la madre di Rilian) per attaccare i protagonisti, ma Rilian riesce a sopraffarla ed ucciderla. Con la sua fine, anche il Mondodisotto si libera dal suo influsso.

## Personaggi deL'ultima battaglia

### Cambio
Cambio (in originale Shift) è una scimmia parlante che convince l'ingenuo asino Enigma a indossare una pelle di leone e spacciarsi per Aslan, del quale Cambio stesso poi si elegge portavoce. Come già descritto all'inizio del libro, Cambio ha una mente malvagia, astuta e manipolatrice. Vive isolato ai confini di Narnia. Avido di ricchezze e potere, Cambio comincia a vestirsi come un umano, invita nel paese il generale calormeniano Rishda Tarkaan per farsi sostenere e diffonde la voce che Aslan sia in realtà un tutt'uno con il sanguinario dio Tash. Le sue azioni provocano divisione e guerra civile a Narnia. Oltre a questo Cambio, fa disboscare la foresta sacra del grande castello di Narnia e con ciò vengono tagliati anche gli alberi d'oro e d'argento che detenevano l'equilibrio di Narnia portando il mondo inesorabilmente nel caos. Ma inavvertitamente vengono richiamati anche gli stessi Aslan e Tash, e quest'ultimo divora il suo falso profeta.

### Enigma
Enigma (in originale Puzzle) è un ingenuo asino parlante, che viene persuaso dall'infida scimmia Cambio a indossare una pelle di leone e farsi passare per Aslan. Cambio, autoproclamatosi portavoce del Grande Leone, comincia a seminare confusione tra i Narniani e ad assoggettarli, venendo in ciò sostenuto da un'armata d'invasione calormeniana. Enigma, resosi conto del disastro combinato, si unisce al re Tirian e ai suoi sostenitori, venendo anche perdonato da Aslan stesso. Ma per Narnia è ormai troppo tardi.

### Rishda
Rishda Tarkaan è un generale di Calormen, che giunge con un'armata d'invasione a sostenere le ambizioni della scimmia Cambio, che per giustificare l'invasione comincia a propagandare che Aslan sia in verità solo un nome diverso per indicare la divinità calormeniana Tash. Rishda in verità è un opportunista, interessato a sfruttare la confusione creata a Narnia e il nome di Tash per i propri scopi personali. Quando però sul piano compare anche il vero Tash, Rishda finisce tra i suoi artigli e scompare con lui.

### Tash
Tash è citato per la prima volta nel terzo libro, Il cavallo e il ragazzo, appare però solo in quello conclusivo, L'ultima battaglia. Tash è l'unica entità cui, ne Le cronache di Narnia, ci si riferisce chiamandolo esplicitamente "dio" e cui viene prestato un culto. A Narnia, pur onorando la memoria del Grande Leone Aslan e invocandolo in tempi difficili e rispettando del pari l'Antica Legge imposta da suo padre, l'Imperatore d'Oltremare, non si fa altrettanto verso di loro. Tash invece è venerato come divinità nel regno di Calormen. In suo onore la capitale è chiamata Tashbaan e le casate nobiliari dichiarano di discendere da lui. In tutto il paese sorgono templi a lui dedicati ove si celebrano sanguinosi riti, fra cui sacrifici umani. Si fa menzione di altri due dei adorati dai Calormeniani, Azaroth e Zardeenah, ma sembra si tratti di figure minori della loro religione. Questa descrive Tash come entità potente e terribile, malefico persino verso chi lo segue. La sua vera natura è quella di un mostruoso demone, con un corpo umanoide scheletrico con quattro braccia e venti artigli e una testa di avvoltoio. Dove egli passa l'erba e le piante si seccano e muoiono. Il suo temibile aspetto sembra avere persino il potere di privare, con il terrore assoluto, gli animali di Narnia dell'intelligenza e della parola.
Di Tash si parla diffusamente ne Il cavallo e il ragazzo. Egli viene ripetutamente invocato dai Calormeniani, in particolare dal loro principe Rabadash, quando si trova prigioniero al cospetto di Aslan. Rabadash, tramutato in asino e rispedito in patria, recupera le sue sembianze al tempio di Tash a Tashbaan, ma da lì innanzi non potrà più allontanarsene, pena la trasformazione in asino per sempre. Nel settimo libro della saga, L'ultima battaglia, la scimmia narniana Cambio si erge con l'inganno a portavoce di un finto Aslan da lui stesso istruito e, ottenuto il sostegno di un comandante d'armata calormeniano di nome Rishda Tarkaan, predica falsamente che Aslan e Tash siano in verità la stessa entità, cui talvolta si riferisce col nome Tashlan, e che ci si debba sottomettere ai Calormeniani. Una stalla viene dichiarata essere dimora di Tashlan e gli increduli vi vengono introdotti per contemplare la divinità (in realtà lì Rishda li fa assassinare per eliminare le resistenze ai suoi piani d'invasione). Ma fra i guerrieri calormeniani si trova anche un soldato di nome Emeth, sinceramente devoto a Tash, il quale entra a sua volta nella stalla, vi scorge l'assassino del Tarkaan, capisce con costernazione che il comandante in realtà sfrutta il nome del dio e la religione per i suoi scopi personali, e di conseguenza Emeth uccide il sicario. Successivamente il vero Aslan conforterà Emeth, spiegandogli che le buone azioni da lui compiute valgono in quanto tali, anche se eseguite in nome di Tash. Intanto però le ripetute invocazioni al suo nome hanno attirato a Narnia anche Tash in carne ed ossa, il quale si manifesta ai suoi attoniti profeti proprio nella suddetta stalla e li uccide; ma quando si volge contro il re narniano Tirian, un'apparizione degli Amici di Narnia gli ordina di allontanarsi e lui sparisce. A quanto pare la figura di Tash a Narnia sembra riconducibile a quella del Diavolo sulla Terra, e che il suo reame sia l’Inferno, luogo dove vanno tutte le anime dei malvagi una volta defunti.

### Tirian
Tirian è l'ultimo re di Narnia, figlio di re Earlian e discendente di Caspian X. È un uomo giovane, valoroso, abile con la spada e dotato di un rigido senso dell'onore. Nel libro non si fa menzione di parenti in vita, il che suggerisce che non sia sposato e non abbia figli. Invece appare spesso in compagnia di amici, fra i quali spiccano l'unicorno Diamante e il nano Poggin. Durante il regno di Tirian, a Narnia compare il Grande Leone Aslan, sommamente riverito nel paese da millenni, il quale però, per bocca del suo portavoce Cambio, una scimmia parlante, reclama la sottomissione degli abitanti. In più Cambio annuncia che Aslan sia in verità un tutt'uno con Tash, la sanguinaria divinità adorata nel regno di Calormen, e che quindi i Narniani debbano ubbidire al volere di Rishda Tarkaan, il generale calormeniano giunto con un'armata a sostenere le pretese di Cambio. Assistendo ai maltrattamenti subiti dai suoi sudditi, il furibondo Tirian uccide un soldato calormeniano inerme, ma subito dopo, pentendosi dell'atto disonorevole, si consegna alla giustizia di Aslan. Qui però il re si rende conto che Aslan sia in verità un impostore: è un ingenuo asino, convinto con l'inganno da Cambio ad indossare una pelle di leone. Tirian, rimasto solo, invoca l'aiuto del vero Aslan, il quale gli invia Jill Pole ed Eustachio Scrubb dal nostro mondo. Col loro aiuto Tirian raduna i suoi fedeli per dare battaglia agli invasori, ma molti Narniani non rispondono alla sua chiamata, perché convinti dalle bugie di Cambio o perché hanno perso la fiducia in Aslan. Nel successivo sanguinoso scontro Tirian, Cambio e Rishda Tarkaan finiscono nella stalla che la scimmia aveva dichiarato essere la dimora di Aslan, ma lì dentro trovano con costernazione ad attenderli il demoniaco Tash, attirato inavvertitamente dalle sconsiderate invocazioni che gli hanno rivolto i suoi falsi profeti. Tash uccide Cambio e Rishda, ma recede da Tirian quando nella stalla compaiono anche gli Amici di Narnia (i protagonisti inglesi delle passate avventure, cioè Jill, Eustachio, Digory, Polly, Peter, Edmund e Lucy, ma non Susan). Sopraggiunge anche il vero Aslan, che però annuncia che il paese è ormai troppo corrotto per poter essere salvato: inaugura perciò l'apocalisse su Narnia, separa le creature buone dalle cattive e le fa entrare nella "vera Narnia", il suo paradiso dei giusti.

## Creature di Narnia

### Umani
I primi esseri umani che si stabiliscono a Narnia sono Frank e sua moglie Helen, giunti da Londra alla fine '800 nella terra appena creata da Aslan grazie a degli anelli magici. Il Grande Leone li accoglie gentilmente e fa di loro i "Primi Re", affidandogli il governo delle sue creature. Se il reame di Narnia cade successivamente nelle mani della Strega Bianca, la stirpe di Frank e Helen sopravvive nella Terra di Archen, dove crea un piccolo regno indipendente.
Altro regno umano è quello di Telmar, i cui bellicosi abitanti riescono ad un certo punto a soggiogare Narnia. I Telmarini sono a loro volta discendenti di uomini del nostro mondo, e precisamente di una banda di pirati finiti nella terra di Aslan attraverso un portale magico. Sconfitti dai Narniani, molti Telmarini vengono rimandati sulla Terra attraverso il medesimo portale, ma a quelli che lo desiderano viene concesso di rimanere. Con la benedizione di Aslan, pure i re di Narnia restano quelli della stirpe telmarina di Caspian, la cui dinastia regna fino alla fine del mondo.
Non viene invece chiarita l'origine dei Calormeniani. Questi, abitanti di un vasto impero molto a sud di Narnia, differiscono molto dagli uomini del nord: hanno la pelle più scura, usanze e costumi sociali propri e venerano altri dèi.

#### Narniani
Il regno di Narnia si contraddistingue dagli altri regni vicini per la sua cultura, di rinomata raffinatezza, valori incentrati sull'importanza del popolo e della patria e il forte senso dell'onore. Da sempre è stata patria di valorosi guerrieri alla ricerca della pace e non di nuove conquiste. 
I Narniani amano abiti più comodi che belli ed eleganti, infatti, spesso, gli uomini preferiscono indossare le armature da guerra ad altri indumenti, mentre le donne optano per vestiti sobri, delicati e comodi, seppur di minor eleganza. 
Dal punto di vista sociale, a Narnia le creature magiche e gli animali parlanti non sono né banditi né imprigionati o odiati. Anzi sono apprezzati perché di buon spirito, gentili, cortesi, sempre con utili consigli (un buon esempio è il Signor Tumnus, il satiro, nel 3° libro della saga, quando escogita un piano per permettere alla sua regina di fuggire da Tashbaan) e pronti a difendere la loro felice patria con coraggio e senza temere il nemico.

#### Telmarini
Parte di questo popolo è immigrato nel regno di Narnia dalle terre di Telmar. A Narnia il loro condottiero, Caspian Primo, invase parte della regione montuosa meridionale fondandovi il suo regno che prese il nome: terre di Archen. Per quest'opera di conquista, poi Caspian, che fu il primo re delle terre di Archen, fu detto il Conquistatore. 
Da quella conquista, gran parte della popolazione della regione nativa del re, emigrò e scelse come loro nuova patria il piccolo regno ben protetto dalle montagne. 
Nell'età dell'oro di Narnia (ovvero cronologicamente nel 3° libro della saga Il cavallo e il ragazzo) il sovrano di questo popolo fu Re Luni, il quale sconfisse il principe Rabadash nella battaglia di Anvard nella quale si scontrarono le forze unite di Narnia e Archen contro quelle del regno di Calormen. 
La cultura dei Telmarini rispecchia le caratteristiche degli antichi usi e costumi del Medioevo europeo. Sono diffuse battute di caccia e banchetti, inoltre è ben riconosciuto e sincero l'affetto verso il re.

#### Calormeniani
Questo popolo vive nel regno di Calormen, il più meridionale dei tre presi in questione. Il potente sovrano dei Calormeniani è conosciuto con il titolo di Tisroc, il quale gode di potere assoluto e di schiere di servitori, danzatrici e il suo fidato gran visir sempre al suo fianco, la leggenda vuole che i Tisroc siano discendenti di Tash, il principale dio dei Calormeniani. La società del regno è controversa ed ingiusta. Vi manca democrazia nel governo, come manca a Narnia e ad Archen, anche se meno gravemente perché sostituita da una monarchia che quasi si definirebbe parlamentare, ed al suo posto si ha una monarchia assoluta ed incontrastabile. Il Tisroc è il padrone della sua vita, del suo regno, dei suoi averi e della vita del suo popolo. Ciò che dice è legge, egli non chiede, ordina. All'interno della società sbilanciata del regno di Calormen non c'è spazio per animali parlanti, ninfe, satiri o altre creature magiche,  ma vi sono gli schiavi, gli uomini poveri, gli agiati ed i tarkaan.
- Gli schiavi sono gli uomini, le donne e i bambini venduti a poco prezzo nei mercati dell'impero per compiere un lavoro al interno delle case dei ricchi nobili agiati. Solitamente il loro impiego è duro e fatico. Non devono disubbidire o commettere errori, altrimenti li attende pronta la frusta o addirittura la morte (come avveniva nell'antica Roma nell'epoca antecedente alla rivolta plebea, i padroni hanno potere assoluto sulla sua famiglia e sui propri servitori e schiavi).
- I poveri sono gli uomini, le donne e i bambini ancora liberi, ma costretti a sopravvivere di quel poco che riescono a guadagnare o a produrre dal loro lavoro. Essi sono solitamente situati nella zona sud-orientale, lontano dalla grande città di Tashbaan, e vivono di scarso allevamento, pastorizia, agricoltura arretrata o pesca. Tra i pescatori, vi troviamo anche Shasta, giovane figlio di Arshish, che da sempre si è occupato solo di rammendare reti e nutrire di poco il loro povero cavallo.
- Gli agiati, invece, sono coloro che godono di denaro e di agi, ma che non hanno ancora la nomina di tarkaan o di tarkaana. Solitamente sono personaggi assai influenti, seppur non nella classe maggiore, nella quale arriverebbero primo o poi sicuramente grazie a buone amicizie.
- I tarkaan sono coloro, donne e uomini, che fanno parte della classe sociale migliore dell'impero di Calormen. La maggior parte di questi ereditano il titolo, la ricchezza, gli schiavi, la fama dalla loro nobile stirpe. Sono abituali frequentatori di banchetti, feste e cerimonie a Tashbaan, solitamente nel palazzo del Tisroc. Sono famosi ed influenti, oltre che ricchi e rispettabili. Possiedono ville e palazzi, godono di schiere di servitori e di guardie al loro servizio da sfoggiare nei cortei e per garantirsi protezione. Le donne solitamente viaggiano su lettighe accompagnate da ancelle e soldati, mentre gli uomini preferiscono muoversi in groppa al loro cavallo da guerra. Tra le file delle giovani tarkaane vi era anche la giovane Aravis, promessa al gran visir del Tisroc, ma scappata per una vita migliore.

### Streghe
Come gli umani, anche le streghe sono giunte a Narnia per via indipendente dalla volontà creatrice di Aslan. Nella saga ne appaiono soltanto due, entrambe definite "streghe del nord": la Strega Bianca Jadis e la Signora dalla Veste Verde. La prima è originaria di Charn, un mondo parallelo, ed è discendente di un gigante e della prima moglie di Adamo; della seconda non vengono mai rivelati né l'origine né il nome. Entrambe sono accomunate dal fatto di essere donne malefiche, che praticano la magia per appagare la loro sete di potere. Non sono da confondere con le creature denominate "megere" o "fattucchiere", che invece sono entità femminili mostruose al servizio della Strega Bianca.

### Nani
I nani, che Aslan chiama "figli della terra", sono una delle molteplici razze mitologiche che popolano Narnia, ma costituiscono un gruppo piuttosto autonomo. Sono molto simili agli umani, ma di taglia più piccola; inoltre si fa riferimento ad unioni miste fra nani e umani (il dr. Cornelius, in Il principe Caspian, è appunto discendente di membri di entrambe le razze). Nella saga si suole distinguere, a seconda del colore dei loro capelli e delle barbe, tra nani rossi, più benevoli e gentili verso gli altri, e nani neri, che invece sono più diffidenti e scontrosi. Sono tutti generalmente descritti come abili fabbri e artigiani, guerrieri intrepidi, ma anche orgogliosi e vendicativi.

### Paludroni
I Paludroni sono esseri umanoidi somiglianti a rane. I loro volti magri e lunghi sono caratterizzati da guance scavate, una bocca chiusa sottile e un naso aquilino. Sono dotati di una corporatura assai strana e particolare: il loro tronco è grande quanto quasi quello di un nano e di una carnagione assai scura simile al fango, ma vantano delle braccia e delle gambe sproporzionatamente lunghe. Inoltre hanno mani e piedi palmati, ovvero con le dita unite da una leggera e sottile membrana. I loro capelli sono di un colore misto tra il grigio e il verde e sembrano essere simili a canne ancora giovani, poiché costituiti da ciocche lisce e piatte. I Paludroni sono solitamente di corporatura assai magra e per quanto riguarda il loro abbigliamento adottano spesso colori scuri richiamanti le sfumature della terra. La maggior parte di loro sono psicologicamente caratterizzati da una visione irrimediabilmente pessimistica della vita. I paludroni vivono in piccole capanne isolate tra le paludi situate tra il regno di Narnia e la brughiera di Ettins. Si nutrono di pesce e amano fumare tabacco; inoltre sono soliti anche bere un forte liquore alcolico senza nome. Nel mondo di Narnia si occupano di tutti quei lavori legati all'acqua e al pesce. Il più importante paludrone è Pozzanghera, che ne La sedia d'argento accompagna Jill Pole e Eustachio Scrubb alla ricerca del Principe Rilian, scomparso da un decennio poiché rapito da una strega malvagia.

### Altri
Narnia è popolata da un gran numero di altre creature senzienti. Ne Il nipote del mago, al momento della creazione, Aslan popola Narnia di un gran numero di specie animali, e ad alcuni di essi fa dono della voce e dell'intelletto. Nel reame di Narnia gli animali parlanti godono del medesimo status delle altre creature, inclusi gli umani; ucciderli e maltrattarli è considerato un grave crimine. Al contrario, cacciare e mangiare animali non parlanti non è reputato altrettanto grave, tanto che gli stessi re di Narnia sono soliti farlo.
Numerosi sono i Narniani che appartengono a razze e popolazioni fantastiche, diverse fra di loro per aspetto e carattere. Vi sono fauni, centauri, satiri e altre creature tratte dalla mitologia greca, accomunati da un corpo umano con tratti animaleschi. Giganti, draghi e nani sono invece tratti dalla mitologia nordica. Tutti loro sono stati creati da Aslan per volere dell'Imperatore d'Oltremare per popolare Narnia assieme agli animali parlanti, e condividono con questi ultimi lo status e il libero arbitrio. Tuttavia alcune di queste razze, deformi e mostruose e di indole malefica, sembrano invece essere degli intrusi, servendo incondizionatamente la Strega Bianca, ma che, forse, sono stati generati da Tash, nemesi di Aslan e dell’Imperatore d’Oltremare. Fra costoro si distinguono i minotauri, gli orchi, le fattucchiere e i lupi mannari.
A Narnia vivono alcuni spiriti particolarmente potenti, che Aslan risveglia al momento della creazione: si tratta del dio del fiume, di Pomona, Sileno e Bacco. Da essi sembra traggano origine altre creature, come le driadi e le naiadi, nonché gli alberi con sembianze umanoidi, che partecipano allegramente alle feste con i fauni e gli altri spiriti. Si menzionano anche altri spiriti, come i ghoul, che però sono più simili a fantasmi e non sono di natura benevola.
Vi sono poi gli gnomi di Bism; gli Inettopodi che appaiono in Il viaggio del veliero. Sempre nel Viaggio del veliero appaiono anche due "astri caduti sulla terra": il mago Coriakin e Ramandu. Altri ancora sono entità singole, non appartenenti ad alcuna razza. Fra questi vi sono Aslan, Babbo Natale, Tash e Padre Tempo.